# 로빈후드 (기업)
로빈후드(Robinhood)는 미국 캘리포니아주 멘로 파크에 본사를 가진 온라인으로 핸드폰을 통해 주식을 거래하는 플랫폼을 제공하는 기업이다. 2013년 4월 18일에 블라디미르 테네프와 바이주 바트에 의해 설립되었으며 세계적으로 2020년 당시 천 삼백만의 사용자를 보유하고 있다.
2021년 7월 29일에 나스닥에 상장되었으며 HOOD라는 티커로 사용된다. 초기 단가는 38$이었으며 시작하자마자 33.35$까지 폭락하였다가 다시 회복하기 시작하였다.

## 역사
2015년 1월에는 고객의 80%가 밀레니얼 세대이며, 평균 연령은 26세인 것으로 알려져 왔다. 총 사용자의 50%가 매일 이 앱을 사용하며 90%가 주중에 1회 이상 사용하였다. 2021년을 기준으로 로빈후드는 3,100만명의 사용자를 보유하고 있다.